# Peter Hoagland

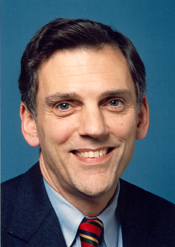
Peter Hoagland

Peter D. Hoagland (* 17. November 1941 in Omaha, Nebraska; † 30. Oktober 2007 in Washington, D.C.) war ein US-amerikanischer Politiker. Zwischen 1989 und 1995 vertrat er den zweiten Wahlbezirk des Bundesstaates Nebraska im US-Repräsentantenhaus.

## Werdegang
Peter Hoagland besuchte die öffentlichen Schulen in Omaha. Nach der Omaha High School studierte er bis 1963 an der Stanford University in Kalifornien. Zwischen 1963 und 1965 leistete er seinen Wehrdienst in der US-Armee und danach studierte er an der juristischen Fakultät der Yale University Jura. Nach seiner 1968 erfolgten Zulassung als Rechtsanwalt begann er in Washington D.C. in diesem Beruf zu arbeiten. In den Jahren 1969 und 1970 war er auch Assistent des Bundesrichters Oliver Gasch. Von 1970 bis 1973 war er Pflichtverteidiger in der Bundeshauptstadt.
Politisch wurde Peter Hoagland Mitglied der Demokratischen Partei. Zwischen 1978 und 1986 gehörte er der Nebraska Legislature an. 1988 wurde er im zweiten Distrikt von Nebraska in das US-Repräsentantenhaus gewählt, wo er am 3. Januar 1989 die Nachfolge von Hal Daub antrat. In den Jahren 1990 und 1992 wurde er in seinem Mandat bestätigt. Nachdem er aber bei den Kongresswahlen 1994 dem Republikaner Jon Lynn Christensen unterlegen war, musste er am 3. Januar 1995 den Kongress verlassen. Während seiner Zeit im Kongress setzte sich Hoagland entschieden für die Umwelt ein.
Nach dem Ende seiner Zeit im Repräsentantenhaus arbeitete Hoagland als Rechtsanwalt in einer Kanzlei in Washington. In den letzten fünf Jahren seines Lebens kämpfte Hoagland mit der Parkinson-Krankheit. Er starb am 30. Oktober 2007 im Alter von 65 Jahren. Zusammen mit seiner Frau Barbara hatte er fünf Kinder.